# Pintalia maculata
Pintalia maculata är en insektsart som först beskrevs av Fowler 1904.  Pintalia maculata ingår i släktet Pintalia och familjen kilstritar.
Artens utbredningsområde är Guatemala. Inga underarter finns listade i Catalogue of Life.